# Río Ucieza
Río Ucieza är ett vattendrag i Spanien.   Det ligger i provinsen Provincia de Palencia och regionen Kastilien och Leon, i den norra delen av landet, 200 km norr om huvudstaden Madrid.